# Culinária de Luxemburgo

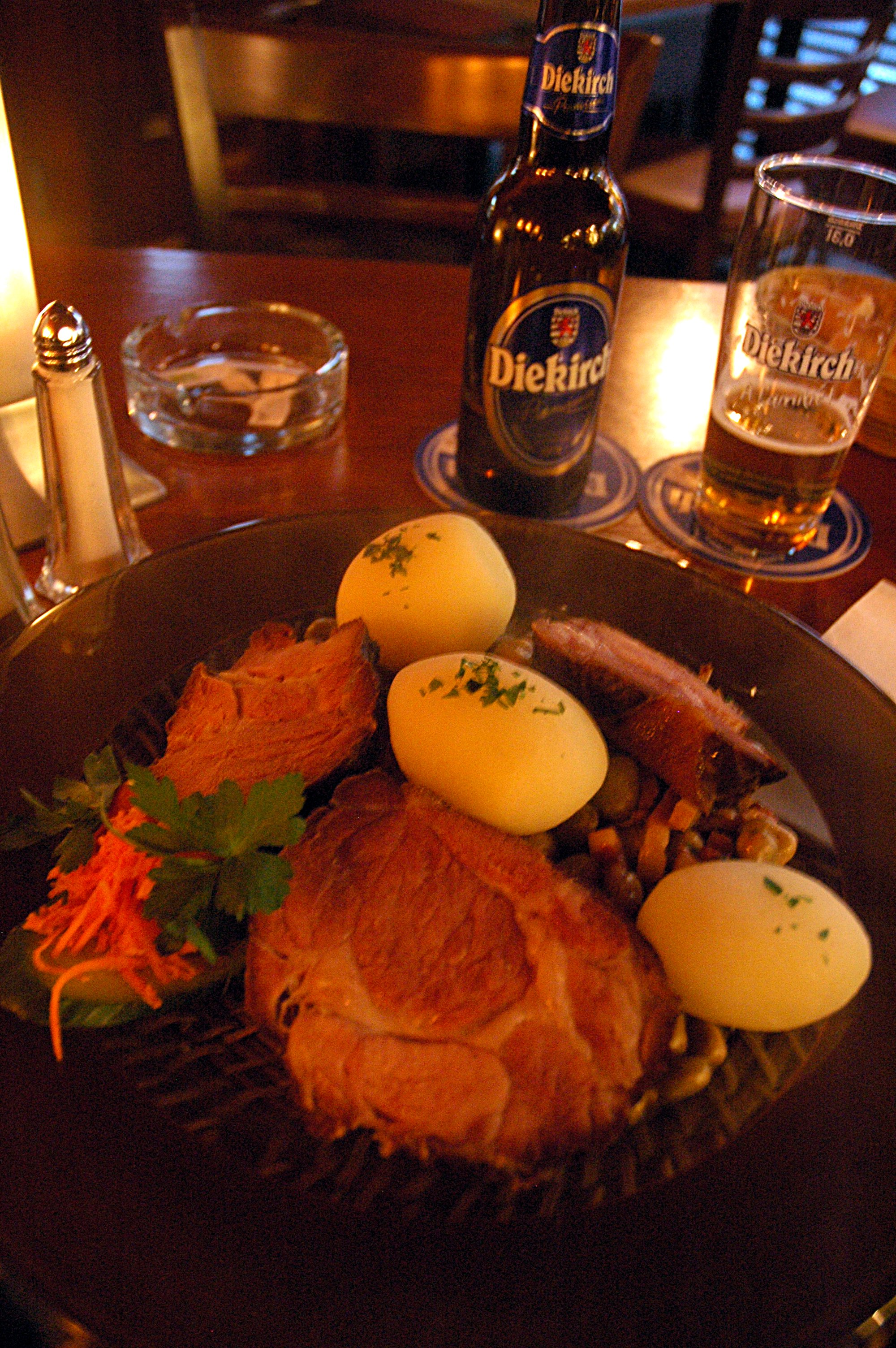
Judd mat Gaardebounen, servido com batatas cozidas e cerveja Diekirch

A Culinária de Luxemburgo reflete a posição de Luxemburgo entre os mundos latino e germânico, sendo baseada na culinária dos vizinhos França, Bélgica e Alemanha. Recentemente tem sido influenciada pelos vários imigrantes italianos e portugueses presentes no país. Assim como na Alemanha, os mais tradicionais pratos cotidianos de Luxemburgo são de origem camponesa, em acentuado contraste com os sofisticados preparados franceses.
A cozinha luxemburguesa possui vários pratos nacionais, a exemplo da bouneschlupp, tradicional sopa de feijão verde com batatas, cebolas e toucinho. É comum encontrar massas com molho de toucinho, como o kniddelen mat speck; e o judd mat gaardenbounen, que leva carne suína defumada com feijão-fava.
Outros pratos típicos de Luxemburgo são: Brittzopp mat Geméis, Feierstengszalot, Gromperekichelcher, Äppeltaart, Kramiek, Stutenkerl e o Quetschentaar. Os pratos salgados costumam ser temperados com cebola, alho, e algumas ervas como a salsinha crespa. A feierstengszalot é uma salada de carne bovina típica da culinária de Luxemburgo, que leva ovos cozidos, cebola, mostarda, vinagre, azeite, sendo servida fria. A träipen é um tipo de enchido, similar a uma morcela ou salsicha, geralmente servida frita, com purê de batatas e chucrute.
Há também diversos pães, bolos, doces, tortas e sobremesas. O rieslingspaschtéit é um pão popular, podendo ser recheado com carnes, especiarias e patês, servido, por exemplo, em algumas festividades. A quetschentaar é uma típica torta de frutas, feita com massa a base de farinha, manteiga e açúcar, sendo a ameixa a fruta mais comum usada para o recheio. A gromperekichelcher é feito de massa frita de panquecas de batata, sendo consumida salgada ou doce, como se fossem "bolinhos" na versão luxemburguesa. O kramiek, também conhecido como korëntekuch é um tipo de brioche doce feito com frutas que pode ser encontrado em algumas regiões.
Entre as bebidas mais consumidas, está o café, as cervejas, os vinhos brancos e os espumantes. A cerveja é uma bebida popular, sendo a Diekirch do tipo lager a mais conhecida.

## Galeria

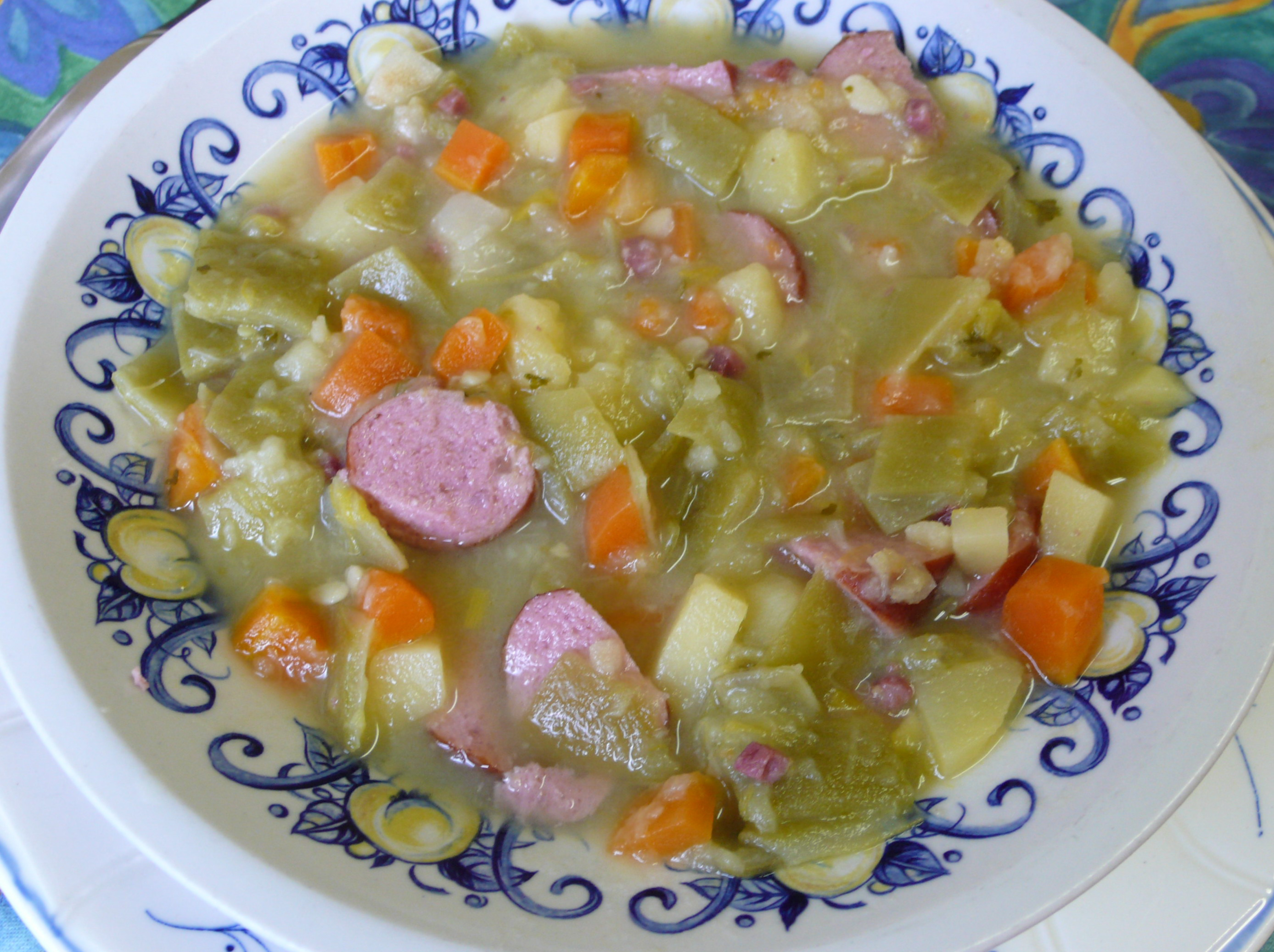
Exemplo de um prato de bouneschlupp, típica sopa de Luxemburgo.
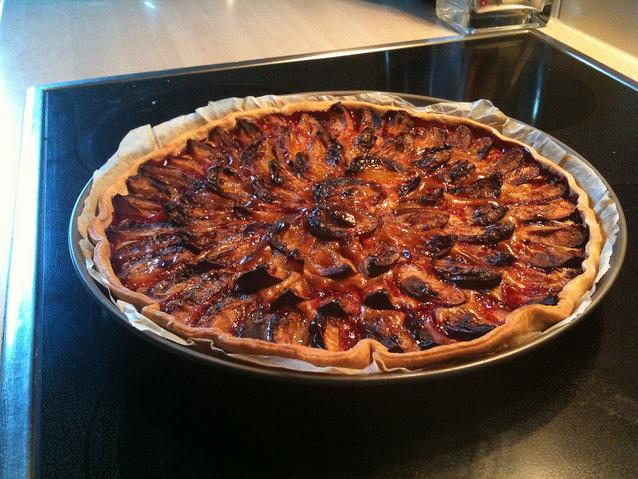
Uma quetschentaar, torta luxemburguesa de ameixas.
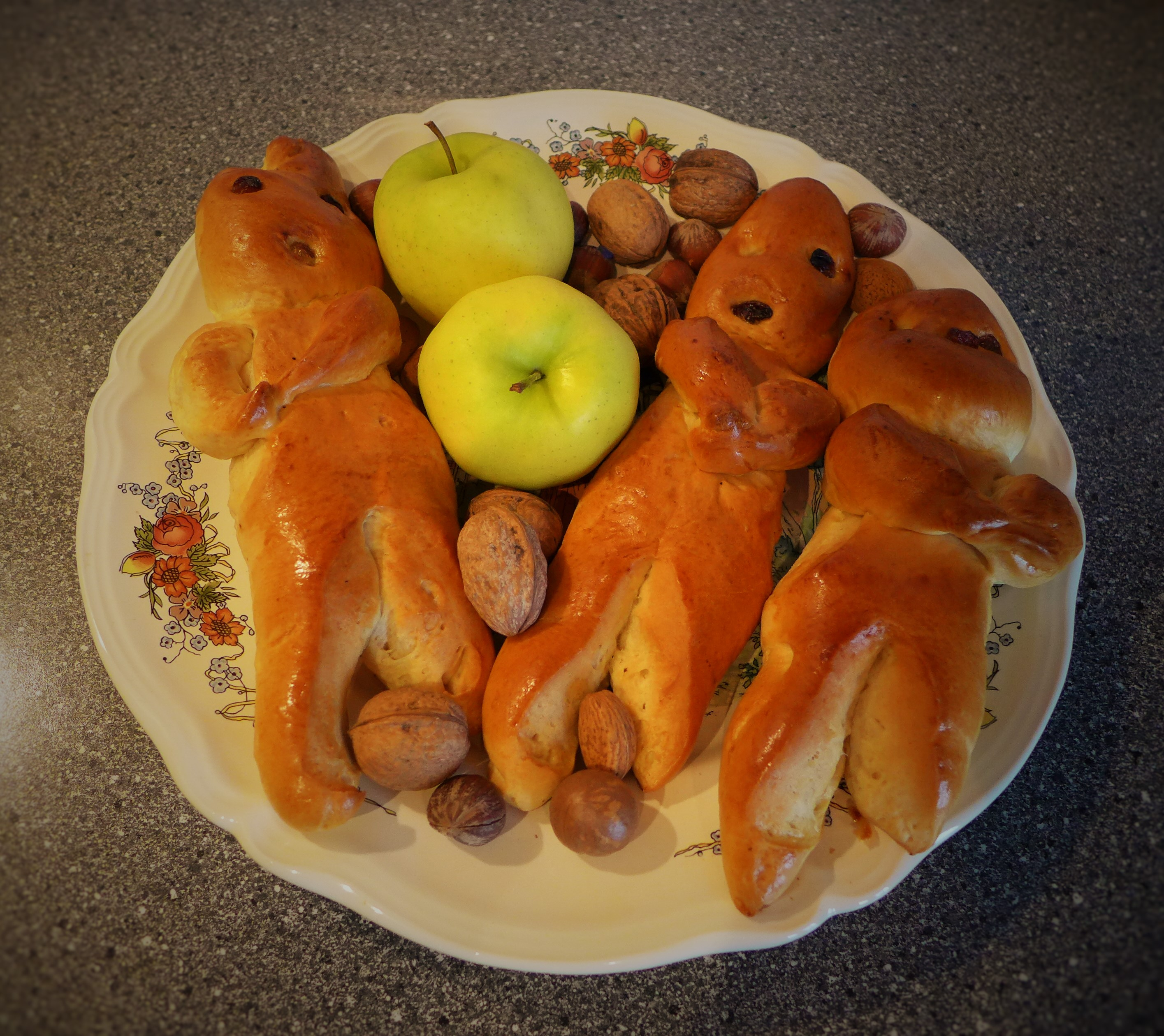
Um prato de stutenkerl, também conhecido como boxemännchen, massa doce assada, normalmente recheada.
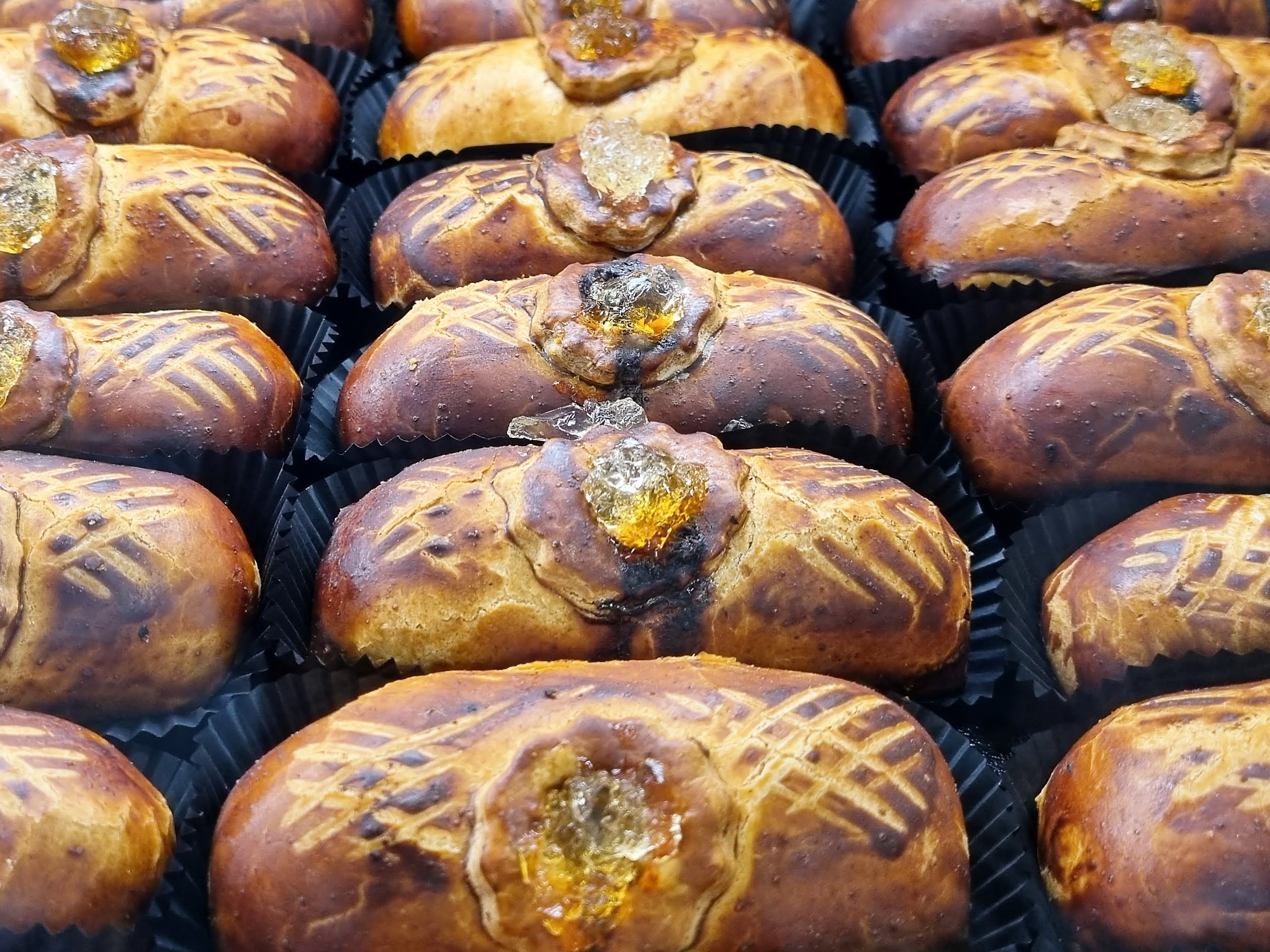
Pães de Luxemburgo, conhecidos como rieslingspaschtéit.